# Tinh vân Bắc Mỹ
Tinh vân Bắc Mỹ, hay còn gọi là Caldwell 20 hoặc NGC 7000, là một tinh vân phát xạ nằm trong chòm sao Thiên Nga. Vì hình dáng của nó khá giống với vịnh Mexico, mà vịnh này lại ở Bắc Mỹ nên nó có tên như vậy.

## Thông tin chung
Tinh vân này thì lớn, chiếm một khoảng to bằng 4 lần khi mặt trăng tròn xuất hiện. Tuy nhiên bề mặt của nó thì có độ sáng kém nên ta không thể nhìn thấy bằng mặt thường. Khi sử dụng ống nhòm hoặc kính viễn vọng thì cần có phạm vi quan sát lớn (xấp xỉ 3°). Khi ấy, chúng như một dải sương ánh sáng trên bầu trời đêm. Tuy nhiên khi sử dụng bộ lọc thiên văn để lọc ra những bước sóng dài thừa thãi thì nó có thể nhìn thấy trên bầu trời. Nó nổi bật vì hình dáng và màu sắc hơi đo đỏ (do có hydro Hα ở đường phát quang).
Tinh vân đặc biệt này được nhà thiên văn học người Anh gốc Đức William Herschel phát hiện tại Slough, Anh (England) và ngày 24 tháng 10 năm 1786 hoặc bởi con trai ông là John Herschel vào khoảng thời gian trước năm 1833.

## Dữ liệu hiện tại
Theo như quan sát, đây là tinh vận thuộc chòm sao Thiên Nga. Và dưới đây là một số dữ liệu khác của nó:
Xích kinh 20h 59m 17.1s
Độ nghiêng +44° 31′ 44″
Khoảng cách 1,600 ± 100
Độ lớn biểu kiến (v) 4
Kích thước biểu kiến (v) 120 × 100 arcmins